# Deutsche Tourenwagen Masters 2012
Deutsche Tourenwagen Masters 2012 – dwudziesty szósty sezon serii DTM, a zarazem trzynasty po jej wznowieniu w 2000 roku. Był to pierwszy sezon od 1993, w którym startowały samochody BMW. Mistrzem serii został Kanadyjczyk Bruno Spengler, który w końcowej klasyfikacji generalnej zdobył 149 punktów.

## Kierowcy
| Nr | Kierowca           | Samochód                 | Opony | Rocznik | Zespół               |
| -- | ------------------ | ------------------------ | ----- | ------- | -------------------- |
| 1  | Martin Tomczyk     | BMW M3 DTM               | H     | 2012    | BMW Team RMG         |
| 2  | Joey Hand          | BMW M3 DTM               | H     | 2012    | BMW Team RMG         |
| 3  | Mattias Ekström    | Audi A5 DTM              | H     | 2012    | Abt Sportsline       |
| 4  | Timo Scheider      | Audi A5 DTM              | H     | 2012    | Abt Sportsline       |
| 5  | Jamie Green        | DTM AMG Mercedes C-Coupé | H     | 2012    | Mercedes AMG         |
| 6  | Ralf Schumacher    | DTM AMG Mercedes C-Coupé | H     | 2012    | Mercedes AMG         |
| 7  | Bruno Spengler     | BMW M3 DTM               | H     | 2012    | BMW Team Schnitzer   |
| 8  | Dirk Werner        | BMW M3 DTM               | H     | 2012    | BMW Team Schnitzer   |
| 9  | Mike Rockenfeller  | Audi A5 DTM              | H     | 2012    | Phoenix Racing       |
| 10 | Miguel Molina      | Audi A5 DTM              | H     | 2012    | Phoenix Racing       |
| 11 | Gary Paffett       | DTM AMG Mercedes C-Coupé | H     | 2012    | HWA Team             |
| 12 | Christian Vietoris | DTM AMG Mercedes C-Coupé | H     | 2012    | HWA Team             |
| 15 | Andy Priaulx       | BMW M3 DTM               | H     | 2012    | BMW Team RBM         |
| 16 | Augusto Farfus     | BMW M3 DTM               | H     | 2012    | BMW Team RBM         |
| 17 | Rahel Frey         | Audi A5 DTM              | H     | 2012    | Audi Sports Team Abt |
| 18 | Adrien Tambay      | Audi A5 DTM              | H     | 2012    | Audi Sports Team Abt |
| 19 | David Coulthard    | DTM AMG Mercedes C-Coupé | H     | 2012    | Mücke Motorsport     |
| 20 | Robert Wickens     | DTM AMG Mercedes C-Coupé | H     | 2012    | Mücke Motorsport     |
| 21 | Edoardo Mortara    | Audi A5 DTM              | H     | 2012    | Team Rosberg         |
| 22 | Filipe Albuquerque | Audi A5 DTM              | H     | 2012    | Team Rosberg         |
| 23 | Roberto Merhi      | DTM AMG Mercedes C-Coupé | H     | 2012    | Persson Motorsport   |
| 24 | Susie Wolff        | DTM AMG Mercedes C-Coupé | H     | 2012    | Persson Motorsport   |

## Kalendarz wyścigów
| Runda                      | Data  | Tor                            | Liczba okrążeń | Długość okrążenia (km) | Dystans wyścigu (km) | Rekord okrążenia | Rekord okrążenia | Rekord okrążenia |
| Runda                      | Data  | Tor                            | Liczba okrążeń | Długość okrążenia (km) | Dystans wyścigu (km) | Kierowca         | Kierowca         | Czas             |
| -------------------------- | ----- | ------------------------------ | -------------- | ---------------------- | -------------------- | ---------------- | ---------------- | ---------------- |
| 1                          | 29.04 | Hockenheim                     | 38             | 4,574                  | 173,812              | Paul di Resta    | M                | 1:33.576 (2008)  |
| 2                          | 6.05  | EuroSpeedway Lausitz           | 52             | 3,478                  | 180,856              | Paul di Resta    | M                | 1:18.938 (2008)  |
| 3                          | 20.05 | Brands Hatch                   | 88             | 1,929                  | 169,752              | Paul di Resta    | M                | 0:42.387 (2009)  |
| 4                          | 3.06  | Red Bull Ring                  | 38             | 4,326                  | 164,388              | Bruno Spengler   | M                | 1:26.298 (2011)  |
| 5                          | 1.07  | Norisring                      | 64             | 2,300                  | 147,200              | Bruno Spengler   | M                | 0:48.446 (2008)  |
| [ 1 ]                      | 15.07 | Stadion Olimpijski w Monachium |                |                        |                      |                  |                  |                  |
| 6                          | 19.08 | Nürburgring                    | 49             | 3,629                  | 177,821              | Bruno Spengler   | M                | 1:24.372 (2010)  |
| 7                          | 26.08 | Zandvoort                      | 41             | 4,307                  | 176,587              | Timo Scheider    | A                | 1:32.967 (2010)  |
| 8                          | 16.09 | Oschersleben                   | 45             | 3,696                  | 166,320              | Timo Scheider    | A                | 1:22.991 (2010)  |
| 9                          | 30.09 | Walencja                       | 45             | 4,005                  | 180,225              | Mattias Ekström  | A                | 1:29.565 (2010)  |
| 10                         | 21.10 | Hockenheim                     | 38             | 4,574                  | 173,812              | Paul di Resta    | M                | 1:33.576 (2008)  |
| Legenda: A Audi M Mercedes |       |                                |                |                        |                      |                  |                  |                  |

### Najlepsze wyniki
| Runda                            | Runda           | Pole position   | Pole position | Najszybsze okrążenie | Najszybsze okrążenie | Zwycięzca wyścigu | Zwycięzca wyścigu |
| -------------------------------- | --------------- | --------------- | ------------- | -------------------- | -------------------- | ----------------- | ----------------- |
| 1                                | Niemcy          | Mattias Ekström | A             | Jamie Green          | M                    | Gary Paffett      | M                 |
| 2                                | Niemcy          | Bruno Spengler  | B             | Jamie Green          | M                    | Bruno Spengler    | B                 |
| 3                                | Wielka Brytania | Gary Paffett    | M             | Martin Tomczyk       | B                    | Gary Paffett      | M                 |
| 4                                | Austria         | Edoardo Mortara | A             | Timo Scheider        | A                    | Edoardo Mortara   | A                 |
| 5                                | Niemcy          | Gary Paffett    | M             | Jamie Green          | M                    | Jamie Green       | M                 |
| 6                                | Niemcy          | Bruno Spengler  | B             | Bruno Spengler       | B                    | Bruno Spengler    | B                 |
| 7                                | Holandia        | Timo Scheider   | A             | Gary Paffett         | M                    | Edoardo Mortara   | A                 |
| 8                                | Niemcy          | Bruno Spengler  | B             | Roberto Merhi        | M                    | Bruno Spengler    | B                 |
| 9                                | Hiszpania       | Augusto Farfus  | B             | Bruno Spengler       | B                    | Augusto Farfus    | B                 |
| 10                               | Niemcy          | Augusto Farfus  | B             | Gary Paffett         | M                    | Bruno Spengler    | B                 |
| Legenda: A Audi B BMW M Mercedes |                 |                 |               |                      |                      |                   |                   |

### Klasyfikacja kierowców
| Miejsce | Kierowca           | Kierowca | HOC1 | LAU | BRH | RBR | NOR | NÜR | ZAN | OSC | VAL | HOC2 | Punkty |
| ------- | ------------------ | -------- | ---- | --- | --- | --- | --- | --- | --- | --- | --- | ---- | ------ |
| 1       | Bruno Spengler     | B        | NU   | 1   | 2   | NU  | 3   | 1   | 6   | 1   | 6   | 1    | 149    |
| 2       | Gary Paffett       | M        | 1    | 2   | 1   | 3   | 4   | 6   | 7   | 2   | NU  | 2    | 145    |
| 3       | Jamie Green        | M        | 2    | 4   | 8   | 5   | 1   | 4   | 4   | 3   | 10  | 4    | 121    |
| 4       | Mike Rockenfeller  | A        | 5    | 13  | 3   | 7   | 6   | 5   | 2   | 6   | 5   | NU   | 85     |
| 5       | Edoardo Mortara    | A        | 11   | 8   | 9   | 1   | NU  | 2   | 1   | NU  | 16† | 6    | 82     |
| 6       | Mattias Ekström    | A        | 3    | 5   | 5   | 4   | NU  | 11  | 3   | 8   | 3   | NU   | 81     |
| 7       | Augusto Farfus     | B        | 15   | 3   | 11  | 10  | NU  | 10  | 9   | 5   | 1   | 3    | 69     |
| 8       | Martin Tomczyk     | B        | NU   | 7   | 4   | 2   | 2   | 3   | NU  | NU  | NU  | 14   | 69     |
| 9       | Dirk Werner        | B        | 17   | 19  | 16  | NU  | 10  | 12  | 8   | 4   | 9   | 5    | 29     |
| 10      | Adrien Tambay      | A        | NU   | 18  | 12  | NU  | 15  | NU  | 5   | 16  | 2   | NU   | 28     |
| 11      | Filipe Albuquerque | A        | 10   | 9   | 10  | 8   | 11  | 8   | 15† | 9   | 4   | 11   | 26     |
| 12      | Christian Vietoris | M        | 4    | 11  | 6   | NU  | 8   | 16  | NU  | 12  | 12  | 10   | 25     |
| 13      | Andy Priaulx       | B        | 6    | 17  | NU  | NU  | 7   | 19  | 13  | NU  | 8   | 7    | 24     |
| 14      | Timo Scheider      | A        | NU   | 6   | NU  | 6   | 16  | 9   | NU  | 10  | NU  | 12   | 19     |
| 15      | David Coulthard    | M        | 8    | 12  | 15  | NU  | 5   | 20  | NU  | NU  | 11  | NU   | 14     |
| 16      | Robert Wickens     | M        | 14   | 22† | 14  | 13  | 9   | 7   | NU  | 7   | NU  | NU   | 14     |
| 17      | Ralf Schumacher    | M        | 7    | 10  | 19  | 11  | NU  | 13  | 10  | 13  | 14  | 9    | 8      |
| 18      | Miguel Molina      | A        | 9    | 15  | 7   | NU  | 12  | 15  | NU  | 15  | NU  | NU   | 8      |
| 19      | Rahel Frey         | A        | 16   | 20  | 18  | 15  | 17  | 14  | NU  | NU  | 7   | 16   | 6      |
| 20      | Joey Hand          | B        | 13   | 14  | 13  | 9   | 14  | 18  | 14  | 11  | 15† | 8    | 6      |
| 21      | Roberto Merhi      | M        | 18   | 16  | 17  | 12  | 13  | NU  | 11  | 14  | NU  | 15   | 0      |
| 22      | Susie Wolff        | M        | 12   | 21  | 20† | 14  | NU  | 17  | 12  | NU  | 13  | 13   | 0      |

| Legenda | Legenda             |
| ------- | ------------------- |
| 1       | 1. miejsce          |
| 2       | 2. miejsce          |
| 3       | 3. miejsce          |
|         | Punktowana pozycja  |
|         | Pozycja bez punktów |
| NU      | Nie ukończył        |
| DS      | Dyskwalifikacja     |
|         | Nie startował       |
|         |                     |
| A       | Audi                |
| M       | Mercedes            |
| B       | BMW                 |

### Klasyfikacja zespołów
| Miejsce | Zespół              | Punkty |
| ------- | ------------------- | ------ |
| 1       | BMW Team Schnitzer  | 178    |
| 2       | HWA Team            | 170    |
| 3       | Mercedes AMG        | 131    |
| 4       | Team Rosberg        | 108    |
| 5       | Abt Sportsline      | 100    |
| 6       | BMW Team RBM        | 93     |
| 7       | Phoenix Racing      | 93     |
| 8       | BMW Team RMG        | 75     |
| 9       | Audi Sport Team Abt | 34     |
| 10      | Mücke Motorsport    | 28     |
| 11      | Persson Motorsport  | 0      |

### Klasyfikacja konstruktorów
| Miejsce | Konstruktor | Punkty |
| ------- | ----------- | ------ |
| 1       | BMW         | 346    |
| 2       | Audi        | 335    |
| 3       | Mercedes    | 329    |